# 稲垣信
稲垣 信（いながき あきら、嘉永元年12月3日（1848年12月28日） - 大正15年（1926年）4月9日）は、日本の牧師。元上田藩士。後に、日本基督公会(現、日本キリスト教会横浜海岸教会)の初代牧師になり、日本基督教会の牧師として明治時代から大正時代にかけて活動した。

## 生涯

### 上田藩士時代
江戸柳橋の上田藩邸に生まれる。幼名は小太郎、正之助。16歳で藩主松平忠礼の近習となり、命令によって藩校明倫堂で学ぶ。そこで、漢訳旧約聖書を読む。

### 求道者時代
1868年(明治元年)長崎に留学して、キリスト教に接して興味をもった。やがて江戸に戻ると、1872年(明治5年)に横浜にいた宣教師ディビッド・タムソンを柳橋の上田藩邸に招いて質問をしている。また、築地の教会(東京第一長老教会)に出入りした。
1874年(明治7年)鈴木親長に出会い、真剣に求道するようになった。ほか、慶應義塾で学ぶ。J・H・バラによって信仰を持つが、洗礼を受けないまま故郷長野県上田に戻る。

### 上田基督公会

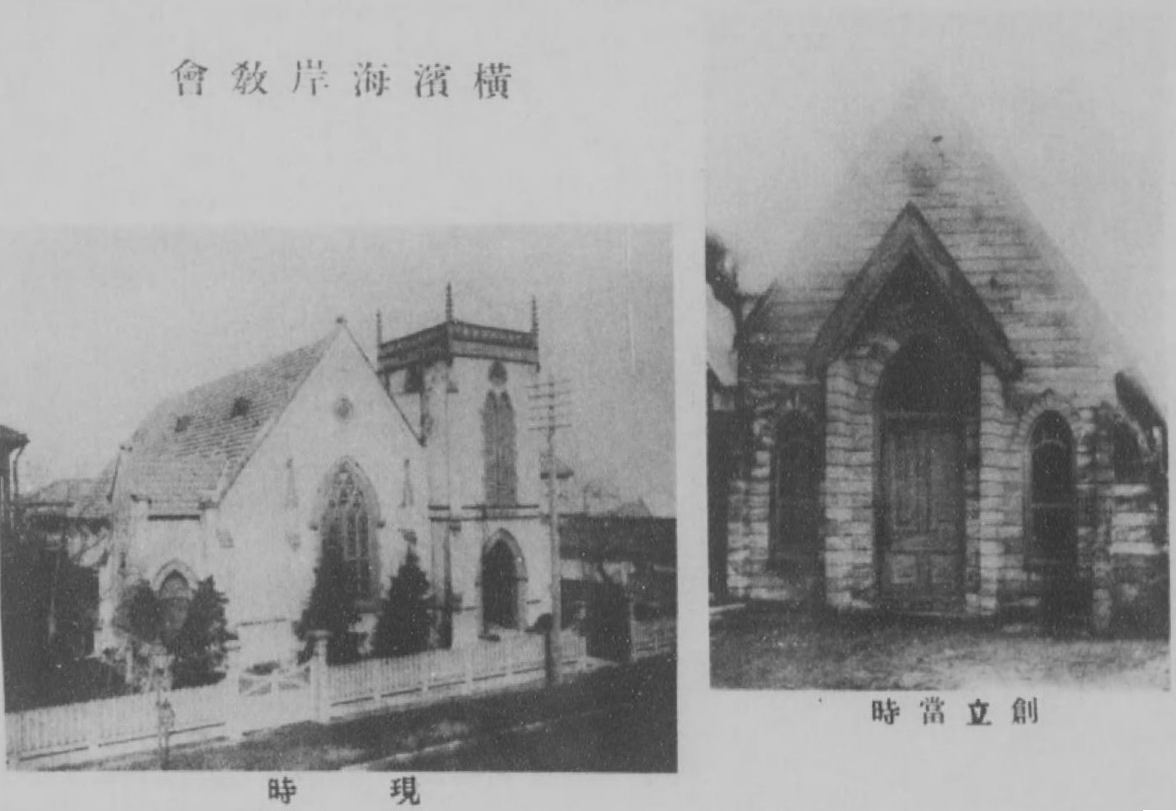
稲垣が初代牧師を務めた創立時の日本基督公会（横浜海岸教会）と1922年の会堂。

上田で鈴木親長の協力で、自宅を開放して聖書研究会、祈祷会を開いた。そして、1875年8月に「邪教を棄て真神を拝し、酒を禁じ、聖日を守り、互いに仁愛慈善の行為を励まし、社会の弊風を一洗せん」という趣旨で上田禁酒会。。を組織して、禁酒運動と伝道活動に励む。

1876年(明治8年)1月、神奈川県横浜市に行き、日本基督公会(現、日本キリスト教会横浜海岸教会)で、J・H・バラ宣教師から洗礼を受けた。8月にエドワード・ローゼイ・ミラーとブラウン塾の塾生真木重遠と一緒に上田で伝道を始める。
16名が洗礼を受ける。続いて、10月8日J・H・バラを招いて伝道会をすると、19名が洗礼を受ける。そこで、稲垣と坂巻淳一郎を加え37名で上田基督公会(現、日本キリスト教会上田教会)が創立された。

### 牧師時代

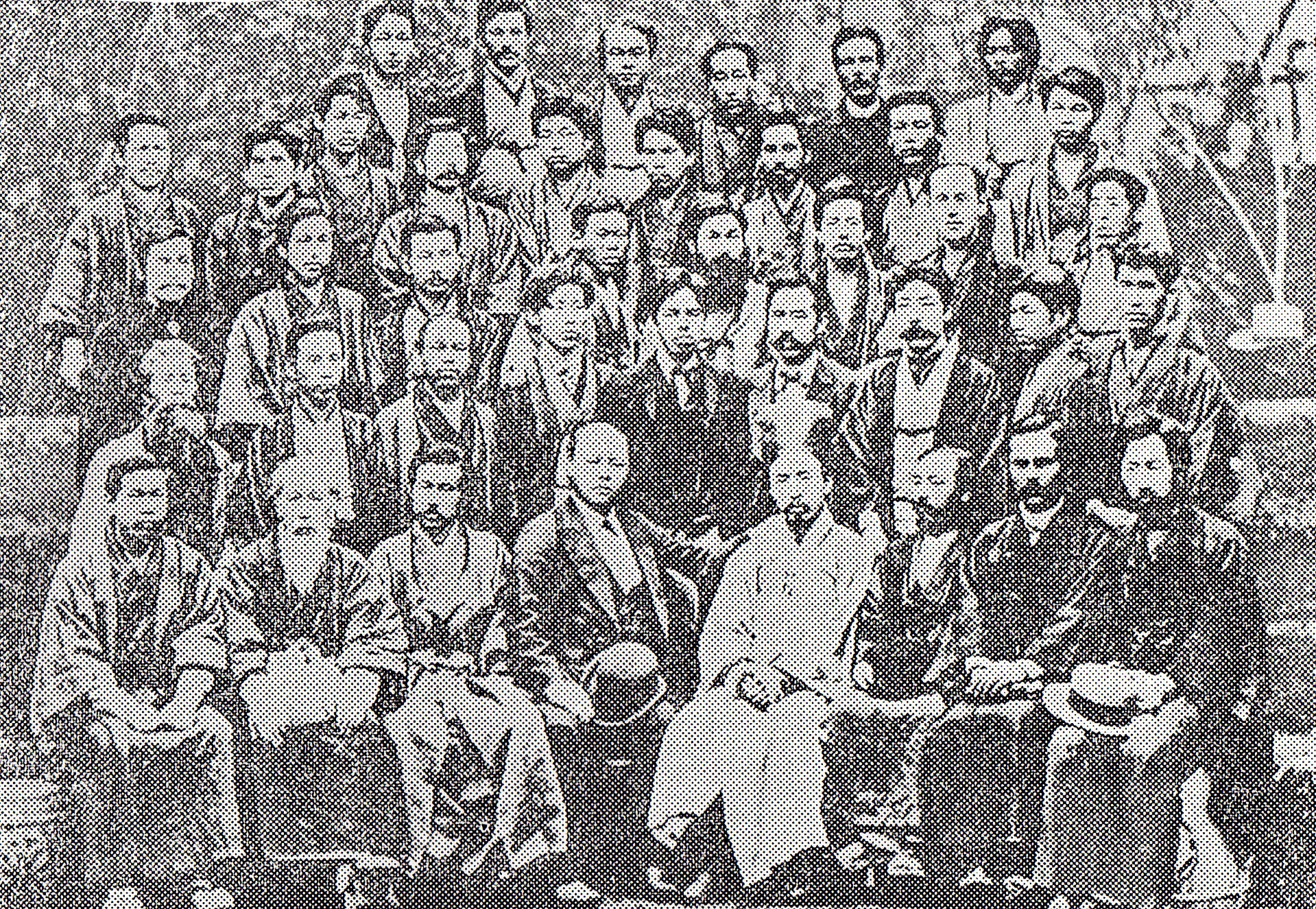
1883年5月12日の第
三回全国基督信徒大親睦会の幹部の記念写真、稲垣は前から3列目の右から2人目

1877年(明治10年)に横浜海岸教会(旧、日本基督公会)に招聘されて会計係に、その後長老に就任する。1878年10月に第3中会で
には植村正久、井深梶之助らと共に牧師就任の按手を受けた。翌年1879年(明治12年)3月に横浜海岸教会に赴任する。1883年(明治16年)東京の新栄教会(現、日本キリスト教団新栄教会)で行われた第三回全国基督教信徒大親睦会に幹部の一人として、横浜から参加する。大会中に「聖書ト解釈」という講演を行う
1888年(明治21年)に新栄橋教会(旧、新栄教会)で明治元訳聖書の聖書翻訳完成祝賀会が行われた時に、感謝演説を行う。。
1893年(明治26年)より、5年間巡回伝道に従事する。1898年(明治31年)巡回伝道を引退し、再び横浜海岸教会の牧師になる。
1906年(大正5年)から四谷教会伝道教会(麹町教会)に赴任する。1916年(大正4年)から三島教会を牧会するが、1919年(大正8年)に引退して東京の諸教会の応援説教をした。
1926年(昭和4年)肺炎のため牛込区若松町(現、東京都新宿区若松町)の自宅で死去する。遺体は多磨霊園に埋葬された。。